# (36527) 2000 QX81
2000 QX81 (asteroide 36527) é um asteroide da cintura principal. Possui uma excentricidade de 0.05051870 e uma inclinação de 2.95469º.
Este asteroide foi descoberto no dia 24 de agosto de 2000 por LINEAR em Socorro.